# Alexis Pinturault
Alexis Pinturault, född 20 mars 1991 i Moûtiers i Frankrike, uppvuxen i Annecy och Courchevel, är en fransk alpin skidåkare. Han debuterade i världscupen 13 mars 2009 i Åre. Pinturault har en norsk mor, och har både norskt och franskt medborgarskap.
Pinturault vann parallellslalomen i Moskva den 21 februari 2012, vilket var hans första världscupseger i karriären. I övrigt har Pinturault vunnit nio gånger i världscupen.
Pinturault har två guldmedaljer från junior-VM; 2009 och 2011. Båda i grenen storslalom.
Han vann ett individuellt brons i storslalom vid olympiska vinterspelen 2014.
2021 Vann Pinturault den totala världscupen.

## Meriter
- Guld i storslalom i junior-VM 2009
- Guld i storslalom i junior-VM 2011
- Brons i storslalom i olympiska vinterspelen 2014
- Delad vinnare av kombinationscupen säsongen 2013/2014
- Vinnare av den totala världscupen [säsongen 2020/2021]

## Världscupssegrar (9)
| Datum            | Plats                  | Land      | Disciplin        |
| ---------------- | ---------------------- | --------- | ---------------- |
| 21 februari 2012 | Moskva                 | Ryssland  | Parallellslalom  |
| 8 december 2012  | Val d'Isère            | Frankrike | Slalom           |
| 18 januari 2013  | Wengen                 | Schweiz   | Superkombination |
| 24 februari 2013 | Garmisch-Partenkirchen | Tyskland  | Storslalom       |
| 19 januari 2014  | Wengen                 | Schweiz   | Slalom           |
| 26 januari 2014  | Kitzbühel              | Österrike | Superkombination |
| 13 mars 2014     | Lenzerheide            | Schweiz   | Super-G          |
| 23 januari 2015  | Kitzbühel              | Österrike | Superkombination |
| 14 mars 2015     | Kranjska Gora          | Slovenien | Storslalom       |